# 章敬王后
章敬王后 尹氏（しょうけいおうこう いんし、チャンギョンワンフ ユンシ、1491年8月11日 - 1515年3月16日）は、李氏朝鮮第11代国王中宗の継室。諡号は淑慎明恵宣昭懿淑章敬王后。本貫は坡平尹氏。坡原府院君 靖憲公 尹汝弼（坡陵君 尹甫の次男）と順天府夫人朴氏の娘。

## 生涯
1491年（成宗22年）、漢城南部で生まれる。7歳の時に母親が死去したため、母方の伯母にあたる月山大君（成宗の兄）の夫人、昇平府夫人朴氏（順天府夫人朴氏の姉) に育てられた。1506年、淑儀の身分で中宗の後宮に入り、1507年、端敬王后慎氏の廃妃と共に王后に冊封される。1511年に孝恵公主を、1515年に世子峼（仁宗）を産むが、産後66日に24歳で景福宮東宮別殿にて死去。陵は京畿道高陽市にある禧陵。
兄の尹任（大尹）は大尹派の中心人物となった。曾祖父の尹士昀は貞熹王后（世祖の王妃）の兄で、文定王后（中宗の3番目の王妃）の高祖父の尹士昕の兄。中宗反正の中心人物である朴元宗は叔父。文定王后の兄で小尹派の中心人物である尹元老・尹元衡とは遠縁にあたる。

## 章敬王后が登場する作品

### ドラマ
- 王朝の暁 〜趙光祖伝〜（1996年、KBS）演：パク・チュミ
- 女人天下（2001年～2002年、SBS）演：オ・アラン
- 七日の王妃（2017年、KBS2）演：コ・ボギョル、（子役)：パク・ソヨン